# MacCoy
MacCoy var en dansk butikskæde, der forhandlede dametøj; i sine seneste år under sloganet Kvindelighed på dine betingelser.
Kæden blev etableret af Mark Hartvig i 1989. I 1991 bliver kæden lagt sammen med InStore, som Irma tidligere ejede. Herefter ejer FDB 50% af MacCoy. Pr. 1991 omfattede kæden 25 butikker. I 1996 er antallet vokset til 46.
FDB sælger i 1997 kæden til svenske KappAhl, der ejes den svenske brugsbevægelse, KF. Omsætningen er på daværende tidspunkt 166 millioner kroner, mens butikkerne beskæftiger 183 ansatte.
KappAhl udvider efter overtagelsen sortimentet i butikkerne, men afhænder dem til Brandtex i december 2002, og dermed forsvinder MacCoy-navnet. Ved salget omfatter kæden 38 butikker.